# Pseudovilerna reducta
Pseudovilerna reducta är en insektsart som först beskrevs av Brunner von Wattenwyl 1900.  Pseudovilerna reducta ingår i släktet Pseudovilerna och familjen gräshoppor. Inga underarter finns listade i Catalogue of Life.